# 今市かぶ
今市かぶ（いまいちかぶ）は、アブラナ科の一年草で、奈良県に古くからある在来のカブの品種である。
大和の伝統野菜であるが、奈良県産の今市かぶは市場に流通していないため、「大和野菜」としては奈良県から認定されていない。

## 歴史
1950年代半ば（昭和30年ごろ）まで奈良県添上郡帯解町（現在の奈良市今市町周辺）で盛んに栽培され、独特の風味と葉まで柔らかくておいしいことで人気があった。

大型のカブに比べて、出荷時に泥が落としにくく束ねるのにも手間がかかるなどの理由で年々生産量が減少し、市場から姿を消した。

奈良県が大和野菜を認定する2005年（平成17年）前後に、産地絶滅の危機を回避するため、根部を奈良漬の原料に活用する試みがあったが、商品化に至らなかった。その後、2007年（平成19年）から2010年（平成22年）までの奈良市の事業でも特産化の試みがなされているが軌道には乗っていない。

## 特徴
- 和種系品種で[3]、早生の小カブである。
- 根部は直径4～5cmの甲高偏円型、純白の絹肌で見栄えが良い。葉は立性で25～30cm、板葉で毛茸も少ない。
- 根も葉も柔らかく旨みに富み、特に葉の風味が極良で、葉カブとして利用される場合も多い。
- 奈良盆地での種播きは9月中旬で、収穫は10月から翌年2月上旬ころまで、春播きの場合は4月中旬ころとなる[4]。播種期が長く丈夫でつくりやすい。
- うね幅が90cmで、株間10cm×4条での栽培が標準。
- 収穫適期を過ぎると割れるので、種蒔き後30日前後で収穫する。
- ハウス栽培の春から夏蒔きで、根部が1～2cmに肥大したころ、草丈が25～30cmとなった葉を葉カブとしても収穫できる。

## 産地
種苗会社が保存して販売する種子により、愛知県や千葉県で生産されたものが市場に流通している。

## 利用法
小ぶりな形を生かした丸ごと調理に向く。
独特の風味があり、葉もやわらかくて美味しいので、いっしょに漬物や煮物にする。